# Polygonum inflexum
Polygonum inflexum är en slideväxtart som beskrevs av Komarov. Polygonum inflexum ingår i släktet trampörter, och familjen slideväxter. Inga underarter finns listade i Catalogue of Life.